# Tyskie

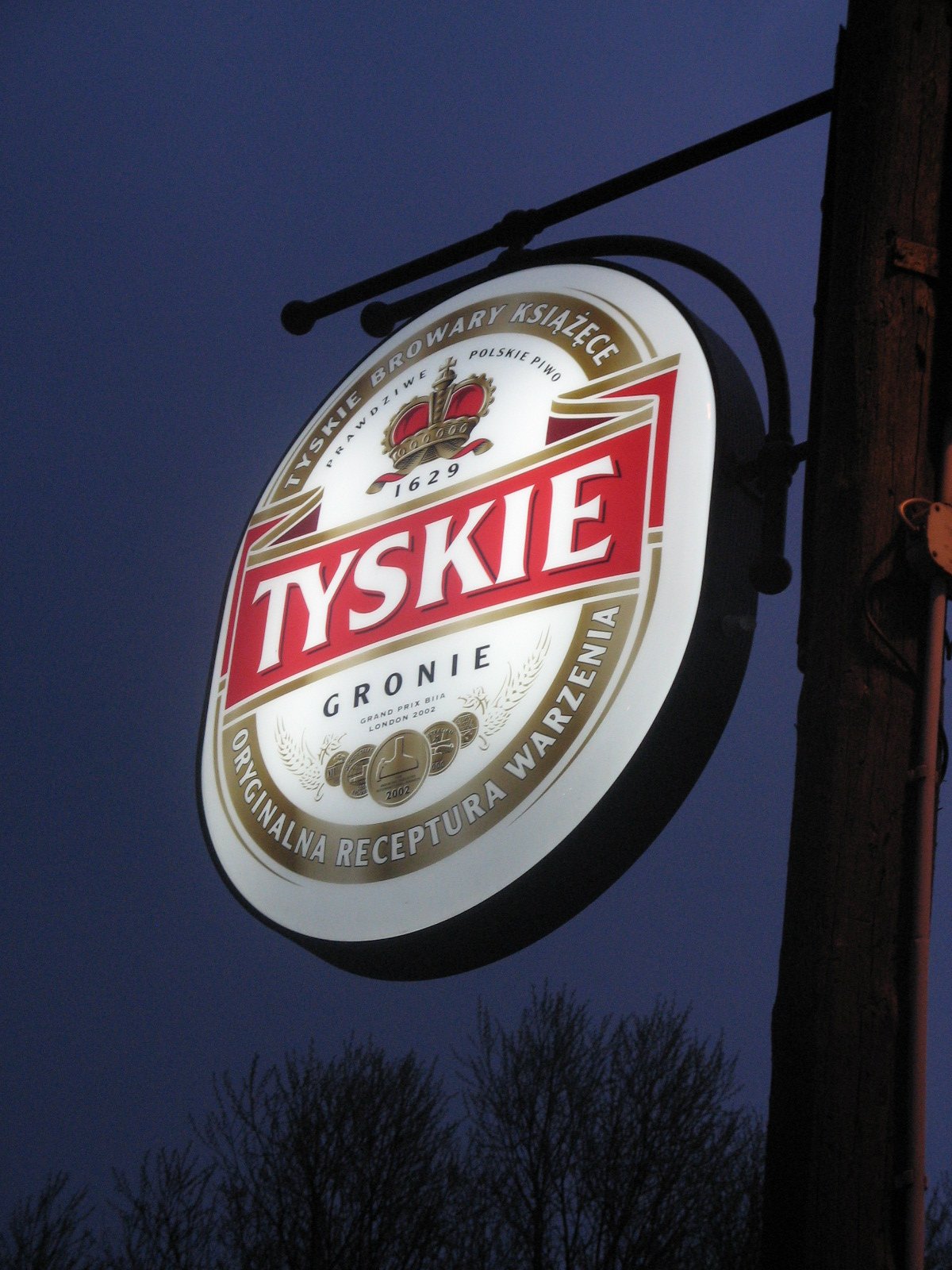
Pubskylt med Tyskies logotyp.

Tyskie är ett polskt öl som introducerades redan på 1600-talet i Tychy i Övre Schlesien som vid denna tid löd under den habsburgska monarkin. Ölet bryggs i Tyskie Bryggerier (Tyskie Browary Książęce). 2006 stod Tyskie för 16% av ölförsäljningen på den polska marknaden.